# Dmitrij Michajlovič Požarskij
Dmitrij Michajlovič Požarskij (17. října 1577 - 30. dubna 1642) byl ruský kníže známý jako vojenský velitel během rusko-polské války v letech 1611 až 1612. Požarskij s Kuzmou Mininem v Nižním Novgorodu v epoše smuty založili druhou dobrovolnickou armádu bojující proti okupaci Ruska Polsko-litevskou unií. Jejich válečné úsilí vedlo ke stažení Poláků po ruském vítězství v bitvě u Moskvy roku 1612. Požarskij získal od cara Michaila I. nebývalý titul Zachránce vlasti, stal se lidovým hrdinou a připomíná ho Památník Mininovi a Požarskému na moskevském Rudém náměstí.